# Джероза
Джероза (итал. Gerosa) — коммуна в Италии, находится в регионе Ломбардия, в провинции Бергамо.
Население составляет 383 человека (2008), плотность населения составляет 38 чел./км². Занимает площадь 10 км². Почтовый индекс — 24010. Телефонный код — 0345.
Покровителем коммуны почитается святой животворящий Крест Господень, празднование 14 октября.

## Демография
Динамика населения:

## Администрация коммуны
- Официальный сайт: